# Rångstaån
Rångstaån är en å Hedesunda socken, Gävle kommun. Den rinner från Främlingshem i norr och söderut via byarna Brunnsheden, Rångsta och Svarta ut i Dalälven vid Vibro och Hedesunda kyrka.